# Skialpinizm na Zimowym Olimpijskim Festiwalu Młodzieży Europy 2023
Skialpinizm na Zimowym Olimpijskim Festiwalu Młodzieży Europy 2023 – jedna z dyscyplin rozgrywanych podczas festiwalu w dniach 22 – 27 stycznia 2023 w Ski area Forni di Sopra. Podczas zawodów odbędzie się pięć konkurencji. Skialpinizm debiutuje na Zimowym olimpijskim festiwalu młodzieży Europy.

## Zestawienie medalistów
Zestawienie medalistów sporządzone na podstawie:

### Dziewczyny
| Data             | Konkurencja                          | Złoto               | Wynik   | Srebro           | Wynik  | Brąz              | Wynik   |
| ---------------- | ------------------------------------ | ------------------- | ------- | ---------------- | ------ | ----------------- | ------- |
| 24 stycznia 2023 | Sprint kobiet (szczegóły)            | Laia Selles Sanchez | 3:09.25 | Malin Indergaard | +10.14 | Eva Matejovicov   | +14.51  |
| 27 stycznia 2023 | Bieg indywidualny kobiet (szczegóły) | Laia Selles Sanchez | 59:43.7 | Malin Indergaard | +48.8  | Melissa Bertolina | +1:09.1 |

### Chłopcy
| Data             | Konkurencja                            | Złoto       | Wynik   | Srebro            | Wynik   | Brąz           | Wynik   |
| ---------------- | -------------------------------------- | ----------- | ------- | ----------------- | ------- | -------------- | ------- |
| 24 stycznia 2023 | Sprint mężczyzn (szczegóły)            | Erik Canovi | 2:30.56 | David Jost        | +9.88   | Martino Utzeri | +21.63  |
| 27 stycznia 2023 | Bieg indywidualny mężczyzn (szczegóły) | Erik Canovi | 52:44.9 | Marcello Scarinzi | +2:02.4 | Silvano Wolf   | +2:13.8 |

### Drużynowo
| Data             | Konkurencja                               | Złoto       | Wynik    | Srebro       | Wynik  | Brąz     | Wynik  |
| ---------------- | ----------------------------------------- | ----------- | -------- | ------------ | ------ | -------- | ------ |
| 25 stycznia 2023 | Sprinterska sztafeta mieszana (szczegóły) | Hiszpania 1 | 42:47.50 | Szwajcaria 1 | +24.57 | Włochy 1 | +27.15 |

## Klasyfikacja medalowa
*   Gospodarz ( Włochy)
| Miejsce | Reprezentacja | Złoto | Srebro | Brąz | Razem |
| ------- | ------------- | ----- | ------ | ---- | ----- |
| 1       | Hiszpania     | 3     | 0      | 0    | 3     |
| 2       | Włochy*       | 2     | 1      | 3    | 6     |
| 3       | Norwegia      | 0     | 2      | 0    | 2     |
| 4       | Niemcy        | 0     | 1      | 0    | 1     |
| 4       | Szwajcaria    | 0     | 1      | 0    | 1     |
| 6       | Austria       | 0     | 0      | 1    | 1     |
| 6       | Czechy        | 0     | 0      | 1    | 1     |
| Razem   | Razem         | 5     | 5      | 5    | 15    |